# Río Uncompahgre
El río Uncompahgre es un afluente del río Gunnison (que a su vez es afluente del río Colorado), de 121 km de longitud, situado en el oeste del estado de Colorado, en Estados Unidos. El lago Como, a 3723 m, es considerado el origen del río. El Uncompahgre fluye en sentido noroeste a través de Ouray, Ridgway, Montrose y Olathe, uniéndose al Gunnison en Delta.
El río forma la quebrada de Pughkeepsie y el cañón de Uncompahgre. Sus tributarios son todos arroyos que drenan la zona noroeste de las montañas de San Juan. Existen dos presas en el Uncompahgre: una pequeña presa derivadora en el cañón del Uncompahgre y la presa Ridgway aguas abajo de la ciudad de Ridgway, que acumula el agua del Embalse de Ridgway. El agua del río es usada para el regadío del valle homónimo. Además, agua del río Gunnison también es redirigida hacia el valle a través del túnel Gunnison. El Uncompahgre no es navegable salvo en situaciones de caudal máximo.
El origen etimológico del nombre del río viene de la palabra ute Uncompahgre, que puede ser aproximadamente traducida como «agua sucia» o «manantial de agua roja», en probable referencia a la multitud de fuentes de aguas termales en los alrededores de Ouray.